# Det kunde varit vi
Det kunde varit vi är en svensk dokumentärfilm där bland andra Glada Hudikteatern medverkar. Filmen är skapad av Björn Tjärnberg och Rebecca Brander.
Filmen hade biopremiär i Sverige den 11 oktober 2024, utgiven av Viaplay.

## Handling
I filmen berättas historien om upplevelserna av människor med funktionsvariationer som placerades på institutioner över landet från början av 1900-talet.

## Medverkande (i urval)
- Emma Örtlund
- Ida Johansson
- Pär Johansson